# Olympique de Cayenne
Maillots
L'Olympique de Cayenne est un club guyanais de football basé à Cayenne. Le club évolue en Régional 1.

## Histoire
La saison 2019-2020 est interrompue le 12 mars 2020 à cause du confinement de la population dû à la pandémie du coronavirus. La Fédération française de football met fin à tous les championnats amateurs le 16 avril. Alors que l'Olympique de Cayenne menait de six points en tête du championnat, il n'est pas sacré champion pour la première fois de son histoire puisqu'aucun titre n'est décerné à l'issue de la saison. Finalement, le 12 mai suivant, la Fédération française de football accorde aux ligues régionales de décerner le titre de champion aux meneurs des championnats et l'Olympique de Cayenne est donc déclaré champion, seulement quelques mois après sa promotion dans l'élite régionale,,. L'Olympique de Cayenne devient la première équipe guyanaise à participer au Championnat des clubs caribéens de la CONCACAF.

## Palmarès
- Championnat de Guyane (1)
  - Champion : 2020.